# Gustaf Horn

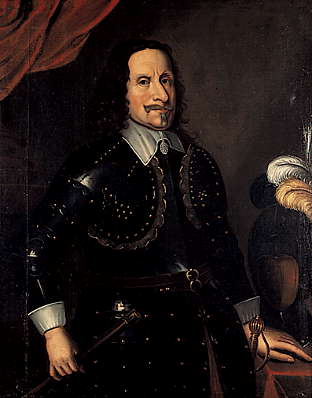
Gustaf Horn

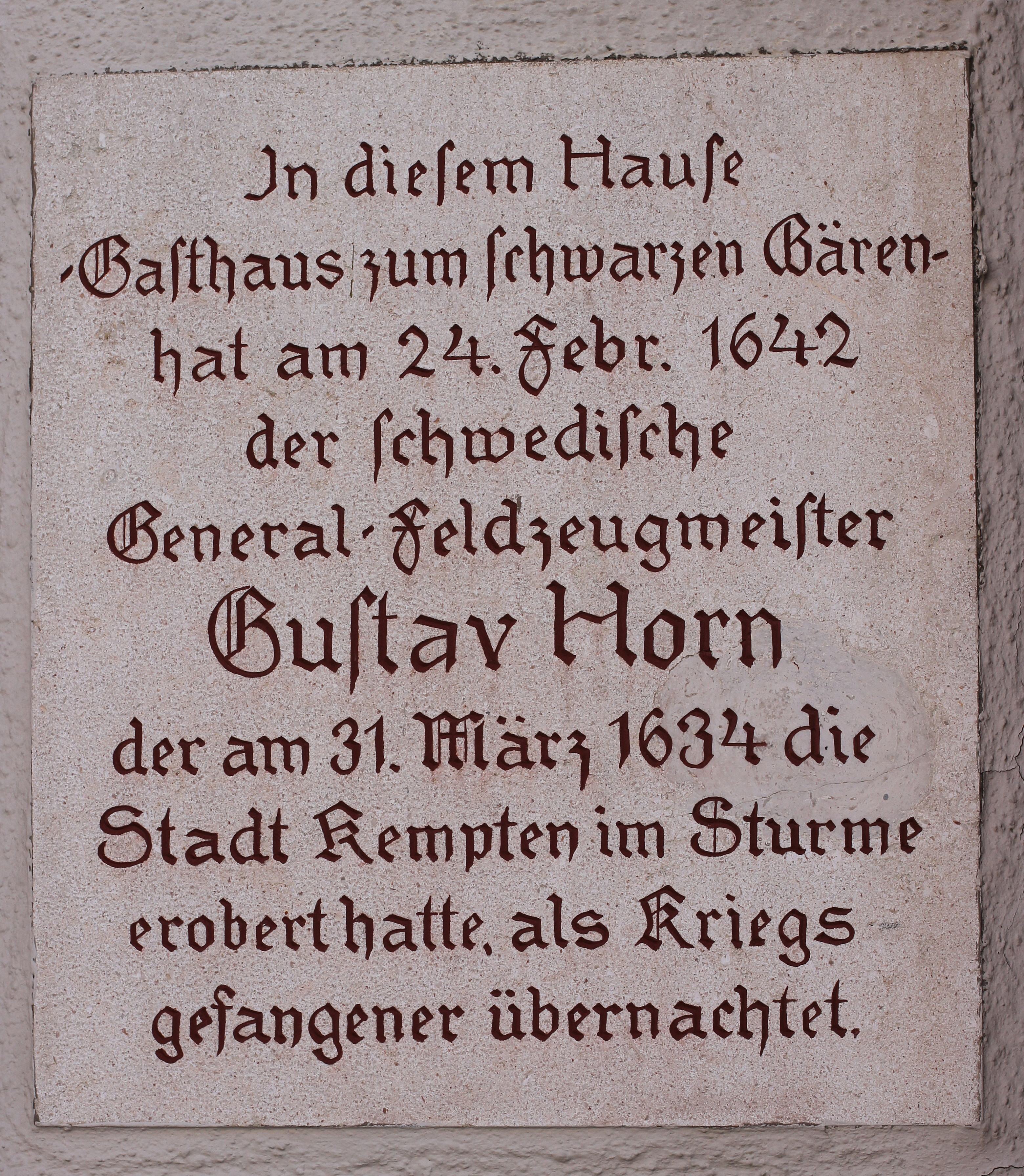
Historische Details über Horns unfreiwilligen Aufenthalt in der Reichsstadt Kempten; im Februar 1642 wurde er hier als Kriegsgefangener gehalten.

Gustaf Karlsson Horn, seit 1651 Graf von Björneborg (* 22. Oktober 1592 in Örbyhus bei Uppsala; † 10. Mai 1657 in Skara) war ein schwedischer Feldherr im Dreißigjährigen Krieg.

## Leben

### Werdegang
Horn studierte zunächst in Rostock, Jena und an der Universität Tübingen und trat dann unter König Gustav Adolf in den Militärdienst. Er eroberte 1625 Dorpat und war dann Oberbefehlshaber der schwedisch-finnischen Truppen in Livland.
1630 kam er mit König Gustaf Adolf nach Deutschland und nahm 1630 die Festung Kolberg. Beim Vordringen auf Frankfurt an der Oder im Mai 1631 kommandierte er die eine Hälfte der schwedischen Armee. In der ersten Schlacht bei Breitenfeld im September 1631 befehligte er den linken Flügel. Anschließend rückte er mit seinen Truppen nach Süden vor. Am 20. Dezember 1631 stand Horn vor den Toren Mergentheims, das sich nach fünf Tagen ergab. Daraufhin zog Horn mit seinen Truppen weiter nach Heilbronn, wo die Schweden am 2. Januar 1632 einrückten. Gustav Adolf beschenkte seinen General mit dem Besitz der am Weihnachtstag 1631 von schwedischen Truppen geplünderten Deutschordensenklave Stockheim, die so bis zur Niederlage der Schweden 1634 in Nördlingen für drei Jahre schwedisch wurde. Am 4. Januar 1632 zog Horn weiter nach Würzburg. Kaiserliche Söldner unter dem Befehl von Graf von Tilly mussten sich in der Schlacht bei Rain am Lech am 14./15. April 1632 schwedischen Einheiten unter dem Befehl von Gustaf Horn geschlagen geben.
Im Herbst 1632 besetzte Horn rheinaufwärts Teile des Elsass und belagerte monatelang die Feste Breisach. Nach dem Tod Gustav Adolfs in der Schlacht bei Lützen im November 1632 übernahm Horn mit Banér die militärische Führung des schwedischen Heeres, während sein Schwiegervater Graf Oxenstierna die Regierung übernahm.
Die Rivalität mit Bernhard von Sachsen-Weimar, der ihm den Oberbefehl über die schwedische Armee im Süden Deutschlands streitig machte, wuchs bereits im Laufe des Jahres 1633 an, als beide Feldherren zunächst gemeinsam am geplanten Feldzug nach Regensburg beteiligt waren, ihre Heere dann aber voneinander trennten. Die Rivalität war ein Jahr später eine der Ursachen für die Niederlage der Protestanten in der Schlacht bei Nördlingen am 6. September 1634, die das Ende der schwedischen Vorherrschaft in Deutschland bedeutete. Horn hatte von dieser Auseinandersetzung dringend abgeraten. Horn geriet bei Nördlingen in Gefangenschaft und wurde auf der Burg zu Burghausen im heutigen Oberbayern eingekerkert. Er kam erst 1642 im Tausch gegen Johann von Werth wieder frei und kehrte nach Schweden zurück.
1644 führte er dem General Torstenson wieder ein Heer zur Hilfe nach Schonen in Südschweden und nötigte damit die Dänen zum Frieden von Brömsebro. Auch unter Königin Christine und König Karl X. stand Horn in hohem Ansehen.
Er wurde Präsident des Kriegskollegiums und 1653 Reichsmarschall. Schließlich verwaltete er Livland und Schonen als Statthalter. Horn starb am 10. Mai 1657 in Skara.

### Familie
Horn war der jüngste Sohn des schwedischen Feldmarschalls, Statthalters und Reichsrats Carl Henriksson Horn af Kanckas († 1601) und der Agnes, geborene von Dellvig († 1611). Die Horn waren ein ursprünglich finnisches Uradelsgeschlecht. Er hatte drei ältere Brüder: Henrik Horn, Evert Horn und Klas Horn, der 1631 erster Generalgouverneur des schwedisch besetzten Pommern wurde.
Gustaf Horn war zweimal verheiratet. 1628 heiratete er Kristina Oxenstierna (1609–1631), Tochter des schwedischen Reichskanzlers Axel Oxenstierna. Nach ihrem Tod heiratete er 1644 Sigrid Bielke (1620–1679). Kinder:
- Agneta (1629–1672), ⚭ Lars Jesper Kruuse (1621–1656)
- Axel (1630–1631)
- Anna Katarina (*/† 1644)
- Die Zwillinge Kristina und Ebba Sigrid (*/† 1646)
- Helena (1647–1648)
- Maria Eleonora (1648–1652)
- Karl Gustaf (1650–1654)
- Evert (1652–1654)
- Eva (1653–1740), ⚭ Nils Bielke (1644–1716) auf Salsta
- Hedvig Louise (1655–17?)

⚭ Ture Karlsson Sparre (1654–1683)
⚭ 1689 Bernhard von Liewen (1651–1703)